# Shinkichi Okui
Shinkichi Okui (jap. 奥井真吉 Okui Shinkichi; ur. 16 lipca 2000) – japoński zapaśnik walczący w stylu wolnym. Brązowy medalista mistrzostw Azji w 2020. Mistrz Japonii w 2019 roku.